# بقلاوة الباي

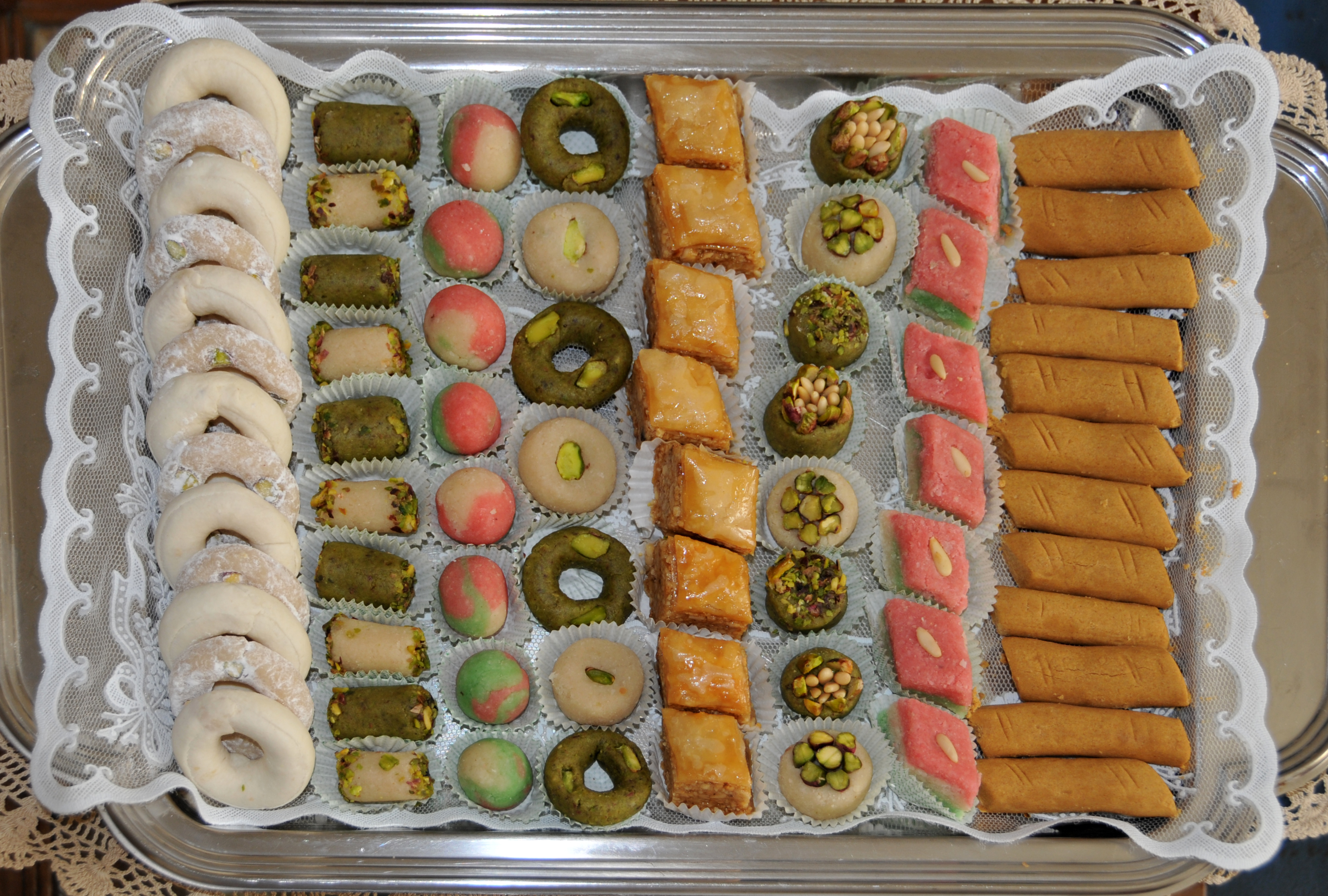
طبق حلويات تونسية، حيث يوجد نوعين من بقلاوة الباي، في العمود الثالث من اليسار، وفي العمود الثاني من اليمين

بقلاوة الباي صنف من الحلويات التونسية ذات أصل تركي، لونها أحمر وأخضر، وشكلها عادةً مكوّر.